# 吳筠孫
吴筠孙（1861年—1917年），字竹楼，江苏扬州人，清末民初政治人物。

## 生平
光绪十四年（1888年），吴筠孙中式顺天乡试举人。光绪十六年（1890年）十二月，考取总理各国事务衙门章京，奉旨记名。光绪二十年（1894年），吴筠孙考中甲午恩科二甲第一名进士（传胪），由内阁中书，同年五月，改翰林院庶吉士。光緒二十一年四月，散館，授翰林院編修。。历官山东登州府、泰安府、济南府知府。为政以清慎务实著称。光绪三十三年（1907年）十月，升直隶永定河道。光绪三十四年（1908年），因治理永定河有功，调任天津兵备道，兼督理钞关。同年，因母丧丁忧辞官。宣统二年（1910年）服阙，授湖南岳常澧道。八月，简调湖北荆宜兵备道，次年三月方到任。不久，辛亥革命爆发，放弃抵抗，隐居上海。
民国初年，吴筠孙加入汤化龙、梁启超组建的进步党。民国二年（1913年）复出，任赣北观察使，改浔阳道尹等职。民国六年（1917年）在江西任所突发脑溢血逝世。

## 家族
父亲吴元植，兄吴庆孙、吴引孙。子吴启贤（佑人）。孙吴白匋、吳徵鑑、吳徵鎧、吳徵鎰。